# Bradley Steven Perry
Pour les articles homonymes, voir Perry et BSP.
Bradley Steven Perry (BSP) est un acteur américain né le 23 novembre 1998 en Californie. Il est connu pour son rôle dans la série Bonne chance Charlie de  Disney Channel, dans laquelle il joue Gabriel Duncan alias Gabe et pour son rôle principal dans Mighty Med, super urgences où il joue Kaz.

## Carrière
Bradley est  connu pour son rôle de Gabe Duncan dans la série de Disney Channel, Bonne chance Charlie. Il était à Toronto pour le tournage d'une suite de High School Musical, La Fabulous Aventure de Sharpay avec Ashley Tisdale. En 2011, il a gagné le prix du « Young Artist Awards 2011 » pour la meilleure performance dans une série TV-Second rôle masculin. Il fait aussi partie du Disney's Circle of Stars. En 2013, il obtient le rôle principal dans la série télévisée de Disney XD Mighty Med au côté de Jake Short. Il joue également dans le spin-off de cette série dans Lab Rats : Elite Force. 

## Filmographie
| Film      | Film                              | Film                  | Film                          |
| Année     | Film                              | Rôle                  | Notes                         |
| --------- | --------------------------------- | --------------------- | ----------------------------- |
| 2007      | Choose Connor                     | Écolier               |                               |
| 2007      | Magnificent Max                   | Georgie Rosenthal     | Court-Métrage                 |
| 2009      | Les deux font la père             | Petit Garçon mignon   | Cameo                         |
| 2009      | Who Shot Mamba?                   | David                 |                               |
| 2009      | Opposite Day                      | Gars de la sécurité   |                               |
| 2009      | The Goods: Live Hard, Sell Hard   | Petit Garçon          |                               |
| 2010      | Le Secret de Peacock              | John (jeune)          |                               |
| 2011      | La Fabulous Aventure de Sharpay   | Roger Elliston        | Disney Channel Original Movie |
| 2011      | Bonne chance Charlie, le film     | Gabriel "Gabe" Duncan | Disney Channel Original Movie |
| 2015      | Jack Parker, Roi des menteurs     | Jack Parker           | Disney Channel Original Movie |
| TV        |                                   |                       |                               |
| Année     | Titre                             | rôle                  | Notes                         |
| 2008      | FBI : Portés disparus             | Charlie               | Épisode 7.1                   |
| 2008      | Desperate Housewives              | Jeffrey               | Épisode 5.17                  |
| 2010-2014 | Bonne chance Charlie              | Gabriel "Gabe" Duncan | Rôle principal                |
| 2013-2015 | Mighty Med, super urgences        | Kaz                   | Rôle principal                |
| 2015      | Les Bio-Teens                     | Kaz                   | Épisode 4.11                  |
| 2016      | Les Bio-Teens : Forces spéciales  | Kaz                   | Rôle principal                |
| 2015-2017 | Descendants : Génération méchants | Zevon                 | Voix                          |